# Lyptscha
Lyptscha (ukrainisch Липча; russisch Липча Liptscha, ungarisch Lipcse, slowakisch Lipča, Lipša) ist ein Dorf in der ukrainischen Oblast Transkarpatien mit etwa 4600 Einwohnern (2015).
Bei dem Dorf liegt auf 526 m der Lypowezer See, ein Naturdenkmal vulkanischen Ursprungs.
Das 1350 erstmals schriftlich erwähnte Dorf hat eine Fläche von 7 km².
Am 12. Juni 2020 wurde das Dorf ein Teil neu gegründeten Stadtgemeinde Chust im Rajon Chust; bis dahin bildete es zusammen mit den Dörfern Krajnje (Крайнє), Krywyj (Кривий) und Ossawa (Осава) die Landratsgemeinde Lyptscha (Липчанська сільська рада/Lyptschanska silska rada).

## Geographische Lage
Lyptscha liegt auf 213 m Höhe am Ufer der Rika und an der Territorialstraße T–07–12 nahe der Regionalstraße P–21. Das Rajonzentrum Chust liegt 14 km südwestlich und das Oblastzentrum Uschhorod 120 km nordwestlich vom Dorf.